# 宇治川朝政
宇治川 朝政（うじがわ ともかず、 - ）は東京都出身のリコーダー奏者。

## 略歴
コンクール
2000年、第14回古楽コンクール山梨 最高位
2005年、ブルージュ国際古楽コンクール ソロ部門 第2位
2009年、第五回国際テレマンコンクール 木管楽器部門 第1位及び聴衆賞
2009年、ブルージュ国際古楽コンクール アンサンブル部門 第2位（Diamanteのメンバーとして）
2009年、オランダ ファン・ヴァセナールコンクール アンサンブル部門 第3位及び聴衆賞
学歴
2002年、桐朋学園大学古楽科 卒業
2005年、ハーグ王立音楽院修士課程 修了
2005年、カタルーニャ高等音楽院 リコーダー専攻
2006年、パリ国立高等音楽院 第三課程 室内楽専攻
2006年、エリックサティー音楽院 リコーダー専攻
花岡和生、山岡重治、吉澤実、ワルター・ファン・.ハウヴェ、ジャネット・ファン・ヴィンガーデン、セバスティアン・マルク、ペドロ・メメルスドルフに師事

## 演奏活動
コンサート
2005年、アンブロネオーケストラプロジェクトに参加
W.クリスティー指揮L'Europe Galante (A.カンプラ作曲)を、ヴェルサイユ宮殿をはじめフランス、スペイン各地で公演
2006年、ブルージュ国際古楽祭（招聘）Ensemble Il Gardellinoと共演。ベルギー国内他、BBCでラジオ放送される
2007年、フランス ナンテールにてリサイタルを開催
2008年、NHK－FMラジオ“名曲リサイタルにUt/Faとして出演